# Kopnena vojska
Kopnena vojska je grana oružanih snaga kojoj je glavna zadaća djelovanje na kopnu, samostalno ili u suradnji s nekim drugim granama oružanih snaga. U sastav moderne kopnene vojske ulazi najčešće pješaštvo, oklopništvo, topništvo, inženjerija, veze, NBK obrana i ostale specijalizirane postrojbe te u pojedinim oružanim snagama i jedinice protuzračne obrane i zrakoplovne potpore. U prošlosti je korišteno i konjaništvo.
Temeljna uloga i namjena kopnene vojske, brojčano najveće grane oružanih snaga, je promicanje i zaštita vitalnih nacionalnih interesa države, obrana suvereniteta i teritorijalne cjelovitosti države. Zbog toga se KoV ustrojava da bude nositelj provedbe ratnih operacija, samostalno ili uz potporu ostalih grana, vodeći oružanu borbu prvenstveno na kopnu, ali i u priobalju i na otocima. Temeljna zadaća je spriječiti prodor agresora u dubinu teritorija, sačuvati vitalne strategijske objekte, osigurati mobilizaciju ratnog sastava i pobijediti agresora.
Osnovne zadaće kopnene vojske su: 
- održavanje optimalnog stupnja borbene spremnosti stalno spremnih snaga
- osiguranje razvoja ratnog sastava oružanih snaga
- borba protiv agresorskih glavnih snaga na strateško-operativnim smjerovima i protiv zračno-pomorskih desanata
- sprečavanje zajedno s ostalim dijelovima Oružanih snaga prodora agresora u dubinu teritorija i očuvanje njegove kompaktnosti
- izgradnja i razvoj sposobnosti za odgovor zahtjevima netradicionalnih zadaća koje se stavljaju pred kopnenu vojsku

## Vanjske poveznice
- Kkopnena vojska Hrvatska enciklopedija